# Shoot Shoot/Doctor Doctor
Shoot Shoot/Doctor Doctor è un singolo del gruppo musicale inglese UFO, pubblicato nel 1979.

## Tracce
Lato A
1. Shoot Shoot – 3:35 (Parker, Schenker, Way, Mogg)

Lato B
1. Doctor Doctor – 4:05 (Schenker, Mogg)